# Halberstädter Dreistädtebund
Der Halberstädter Dreistädtebund war ein mittelalterlicher Städtebund zwischen den wirtschaftlich erstarkten drei Städten in der Region nördlich des Harzes, nämlich den Städten Halberstadt, Quedlinburg und Aschersleben.
Das Bündnis wurde 1326 begründet und dauerte ununterbrochen bis zum Jahre 1477.
Die Städte Braunschweig und Goslar wurden zeitweise ebenfalls in den Bund aufgenommen, so zum Beispiel im Jahr 1355.
Im Jahre 1384 wurde der Halberstädter Dreistädtebund vorübergehend in den Thüringer Dreistädtebund aufgenommen.
Ziel der Bundespartner war die Wahrung ihrer politischen Eigenständigkeit. Auch wirtschaftliche Interessen wurden gemeinsam vertreten. Alle drei Städte waren zugleich Mitglieder der Hanse.
Auch wenn die drei Städte niemals eine tatsächliche Reichsunmittelbarkeit besaßen, wurde ihr Beitrag zum Reichsheer in der auf dem Reichstag zu Nürnberg 1422 aufgestellten Reichsmatrikel mit jeweils mit 10 gleven und 10 Schützen veranschlagt.
Die Bemühungen des Quedlinburger Stadtrates, sich stärker von den Befugnissen der Äbtissin zu befreien, führte 1477 zu einem gewaltsamen Konflikt. Nach dem mit Waffengewalt unternommenen Versuch, Äbtissin Hedwig von Sachsen aus der Stadt zu vertreiben, ersuchte diese ihre Brüder, die Wettiner-Herzöge Ernst und Albrecht um Hilfe. Die entsandten Truppen stürmten die Stadt ohne Verluste, während 80 Quedlinburger fielen. Die Bürgerschaft unterwarf sich daraufhin und schied aus sämtlichen Bündnissen aus.
1486 wurde Halberstadt durch Erzbischof Ernst II. von Magdeburg – zugleich Administrator des Bistums Halberstadt – unterworfen, und Rat und Stadt verloren die bislang genossenen Freiheiten an das Bistum.